# Bric Gettina
Il Bric Gettina (1.025 m s.l.m.) è una montagna delle Prealpi Liguri nelle Alpi Liguri. Si trova nella Provincia di Savona in Liguria.

## Geografia

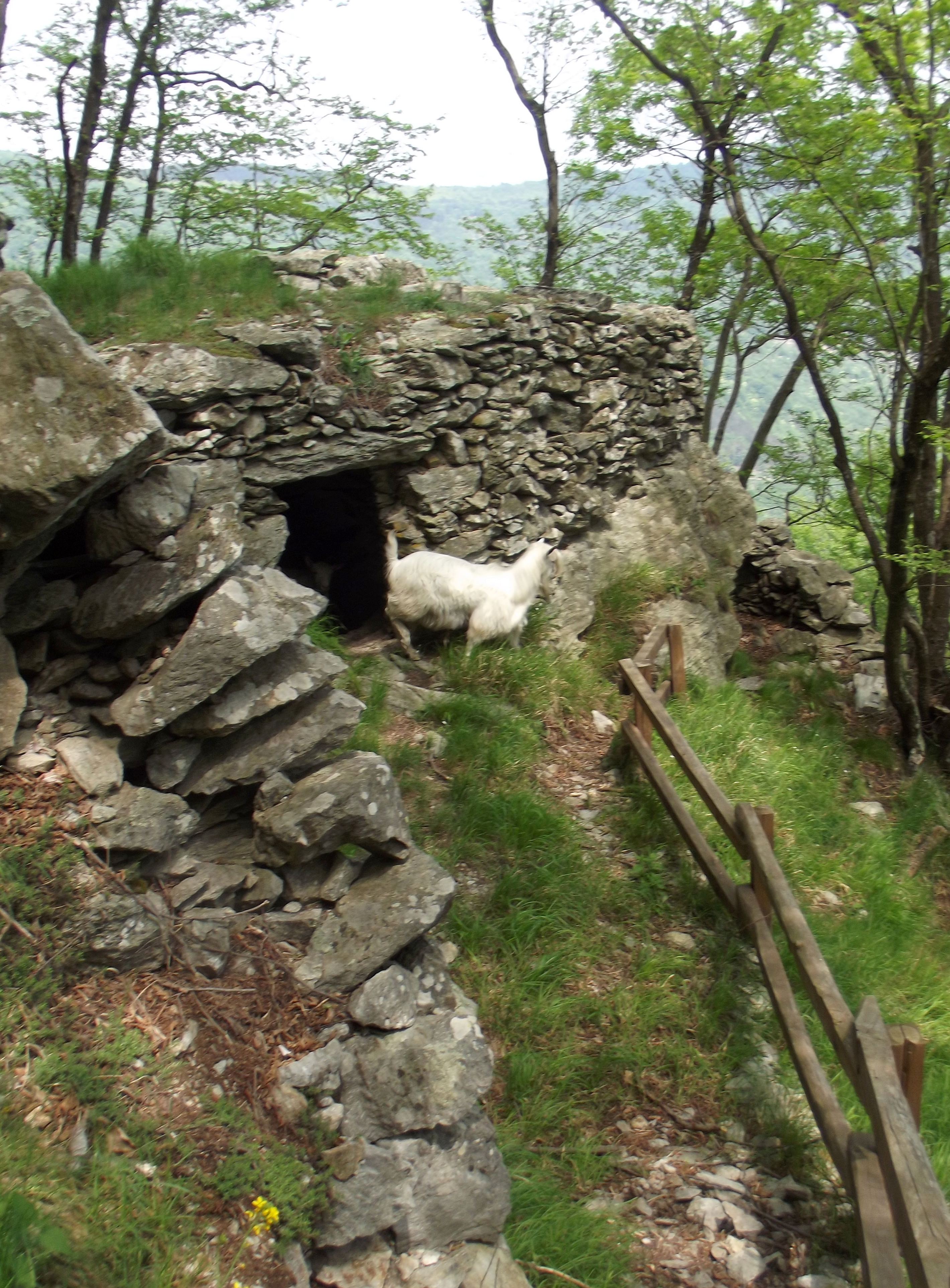
Le vecchie miniere

Si tratta della principale elevazione della Costiera del Bric Gettina, un gruppo di montagne che si stacca dalla catena principale alpina in corrispondenza del monte Settepani e, dirigendosi verso sud-est, separa la valle del torrente Maremola (a ovest) da quella del Pora. La montagna è separata dal monte Settepani da una sella a quota 899 posta a breve distanza dalla località Casa del Mago, mentre in direzione del Mar Ligure la costiera prosegue con la Rocca Cucca (874 m) e il monte Collarina (607 m).

## Storia
Sul versante del Bric Gettina che guarda verso la valle del Pora furono sfruttate nel periodo rinascimentale alcune miniere di argento. Di questa area mineraria oltre ad alcune gallerie rimangono i resti delle costruzioni per la prima lavorazione del minerale e alcuni ricoveri per i minatori.

## Accesso alla cima

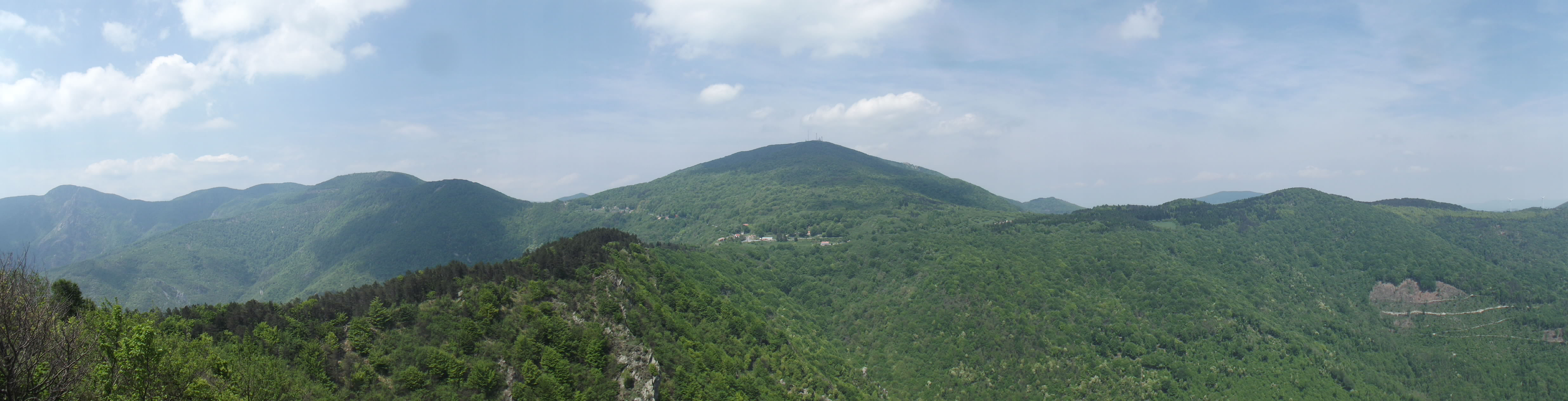
Panorama dalla cima della montagna verso nord

La cima del Bric Gettina può essere raggiunta per tracce di passaggio che si staccano dalla mulattiera che collega Casa del Mago alle ex-miniere di argento.